# Thelairodoriopsis maracasi
Thelairodoriopsis maracasi là một loài ruồi trong họ Tachinidae.